# 第三代诗群
第三代诗群（也称为“新生代诗群”，“新世代”等）是泛指朦胧诗派之后中国出现的一大批新诗诗人。
中国的新诗诗人在1982年之后逐渐脱离了朦胧诗派的影响开始成熟起来，第三代诗人在创作手法上依然部分地继承了朦胧诗的诗风，同时注意引入西方的后现代主义等现代诗歌流派的创作方法，比较起来更加具有诗歌运动的先锋意识和创新精神。
第三代诗歌流派人数十分可观，团体组织数目众多，在发展过程中不断分化出更具体的诗歌流派，如“莽汉主义”、“整体主义”、“非非主义”、“海上诗派”、“他们诗群”等。

## 相关连接
- 中国诗歌库
- 中国诗歌史 （页面存档备份，存于）